# Jamie Roberts
James Roberts (* 8. November 1986 in Newport, Wales) ist ein walisischer Rugby-Union-Spieler, der für die Cardiff Blues und für die walisische Nationalmannschaft spielt. Er spielt auf den Positionen Innendreiviertel und Schlussmann.

## Biografie
Roberts begann seine Vereinskarrie beim Cardiff RFC und wechselte im Jahr 2005 zum regionalen Team der Blues. Er hatte zuvor die Jugendnationalmannschaften des Landes durchlaufen und erreichte dabei mit dem U21-Team unter anderem den Grand Slam bei den Six Nations 2005 dieser Altersklasse. Bei den Six Nations 2007 war er erstmals im erweiterten Kader der walisischen Nationalmannschaft, kam aber noch zu keinem Einsatz. Im selben Jahr wurde er in den Kader der Siebener-Rugby-Nationalmannschaft für die Hong Kong Sevens und das Turnier in Adelaide berufen, wo er zwei Versuche im Bowlfinale beisteuerte.
Sein erstes Länderspiel folgte beim Sechs-Nationen-Turnier im Jahr darauf, wo er gegen Schottland in der Startformation stand. Des Weiteren wurde er auch bei der Tour nach Südafrika eingesetzt und legte im ersten Spiel gegen die Springboks seinen ersten Versuch. In den Novemberländerspielen gehörte er zum Stammpersonal des Teams, im abschließenden Spiel gegen Australien erlitt er nach einem Zusammenstoß mit Stirling Mortlock eine Schädelfraktur. Er wurde jedoch rechtzeitig fit, um an den Six Nations 2009 teilzunehmen. Mit den Blues gewann er im Laufe der Saison den EDF Energy Cup. Seine erfolgreiche Saison wurde durch die Nominierung für die Südafrika-Tour der British and Irish Lions gekrönt.
Roberts studiert seit dem Jahr 2005 Medizin an der University of Wales.